# 4163 Saaremaa
4163 Saaremaa је астероид главног астероидног појаса чија средња удаљеност од Сунца износи 3,020 астрономских јединица (АЈ).
Апсолутна магнитуда астероида је 11,4.